# Brass (segling)

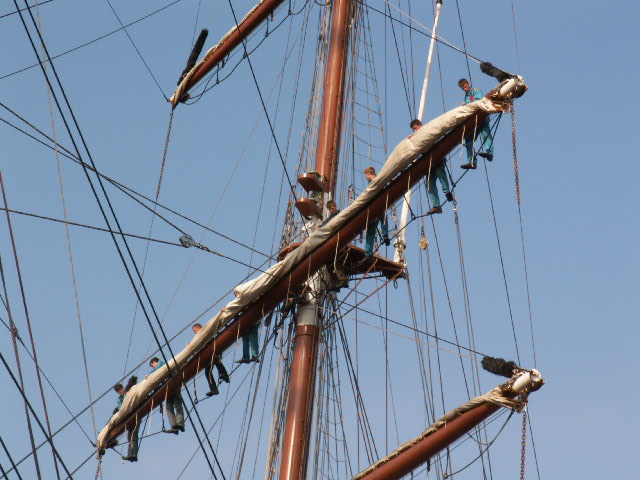
Repen från rånockarna vågrätt mot vänster, till masten framför, är brassar. Vanligen leds brassarna bakåt, men då också den aktersta masten har rår måste dess brassar ledas framåt.

Brassarna är de rep med vilka man kontrollerar rårs vinkel mot vinden. Ordet kommer från nederländska bras och är belagt från 1691.
På råsegelriggade fartyg brassar man om seglen i situationer där man skulle skota om en farkost med snedsegel.
För att kontrollera råsegel, det vill säga segel som är fästade till en tvärgående rå, används i huvudsak brassar, som är fästade i rånockarna (rånas ytterändar) och leds ner till däck via masten bakom eller framför. Råseglens skothorn (nedre hörn) är också de fästa med skot. På de övre seglen leds skoten via block på rånockarna och skothornet följer då rån utan att man särskilt justerar skoten, men de understa seglens, underseglens, skot leds inte via någon rå och dessa segel måste alltså skotas om då rårna vänds, brassas.
Brassarna benämns efter de segel de kontrollerar: bredfockebrass, förmärsbrass, kryssbrambrass etcetera.
Då man vill gå "nära vinden" (med vinden snett förifrån) skall man brassa bidevind vilket innebär att rårna står nästan långskepps, alltså för de nedre rårnas del i motsvarande vinkel som bommen på snedsegel, så att fartyget kan segla nära vinden. De övre rårna brassas mindre skarpt, så att formen på mastens segel tillsammans liknar formen på ett bermudasegel i motsvarande vind. Rorsman styr enligt de små seglen överst, som genom den mindre vinkeln mot vinden tidigare reagerar på byar och alltför hög kurs, och har tid att justera kursen innan skeppet får back i de större undre seglen.
Med vinden rätt akterifrån skall man brassa fyrkant, vilket innebär att rårna står vinkelrätt mot fartygets längdaxel. Man föredrar dock i allmänhet att segla något snett i förhållande till vinden, så att de förligare masternas segel inte helt hamnar i lä bakom de aktre. Även i hamn brassar man fyrkant för att riggen skall se örlogsmässigt ordentlig ut.